# (5070) Arai
(5070) Arai (1991 XT) – planetoida z pasa głównego asteroid okrążająca Słońce w ciągu 5,47 lat w średniej odległości 3,1 j.a. Odkryta 9 grudnia 1991 roku.